# Боков, Георгий
Георгий Филипов Боков (болг. Георги Филипов Боков ; 15 января 1920, Якоруда — 1 июня 1989, София, Болгария) — болгарский политик, один из руководителей Болгарской коммунистической партии, редактор, публицист.

## Биография
Родился в семье неграмотных крестьян. В 1935 году, ещё будучи учеником, вступил в коммунистический Союз рабочей молодёжи. За политическую деятельность был исключён из гимназии.
Член Болгарской коммунистической партии. В 1942–1943 годах учился на юридическом факультете Софийского университета. Участник движения сопротивления в годы Второй мировой войны. Подвергался преследованиям со стороны властей, был арестован и заключён в лагерь. С сентября 1943 года — на нелегальном положении. В том же году вступил в партизанский отряд «Никола Парапунов». Политкомиссар и член окружного комитета коммунистического Союза рабочей молодёжи.
После прихода к власти коммунистов в сентябре 1944 года работал секретарём коммунистической молодёжной организации в Якоруда. 
С 1946 года в редакции главного печатного органа БКП газеты «Работническо дело». С 1951 года — ответственный секретарь, затем заместитель главного редактора. В 1958—1976 годах — главный редактор газеты «Работническо дело». С 1975 года возглавлял информационное агентство «София прес». Многолетний председатель Союза болгарских журналистов (1960–1976).
С 1962 года — член ЦК БКП, в 1968–1976 годах — секретарь ЦК БКП. Член Национального совета Отечественного фронта Болгарии. Трижды избирался депутатом Народного собрания Болгарии.
В 1976 году за высказанное несогласие о месте в государственно-партийной иерархии Людмилы Живковой, снят со всех постов и отправлен на пенсию.
После политических реформ 1990 года, исключён из Союза болгарских журналистов.
Его сын Филипп Боков, государственный деятель и дипломат, дочь Ирина, политический и общественный деятель, дипломат. Генеральный директор ЮНЕСКО с осени 2009 года.